# Acidofilní doubrava

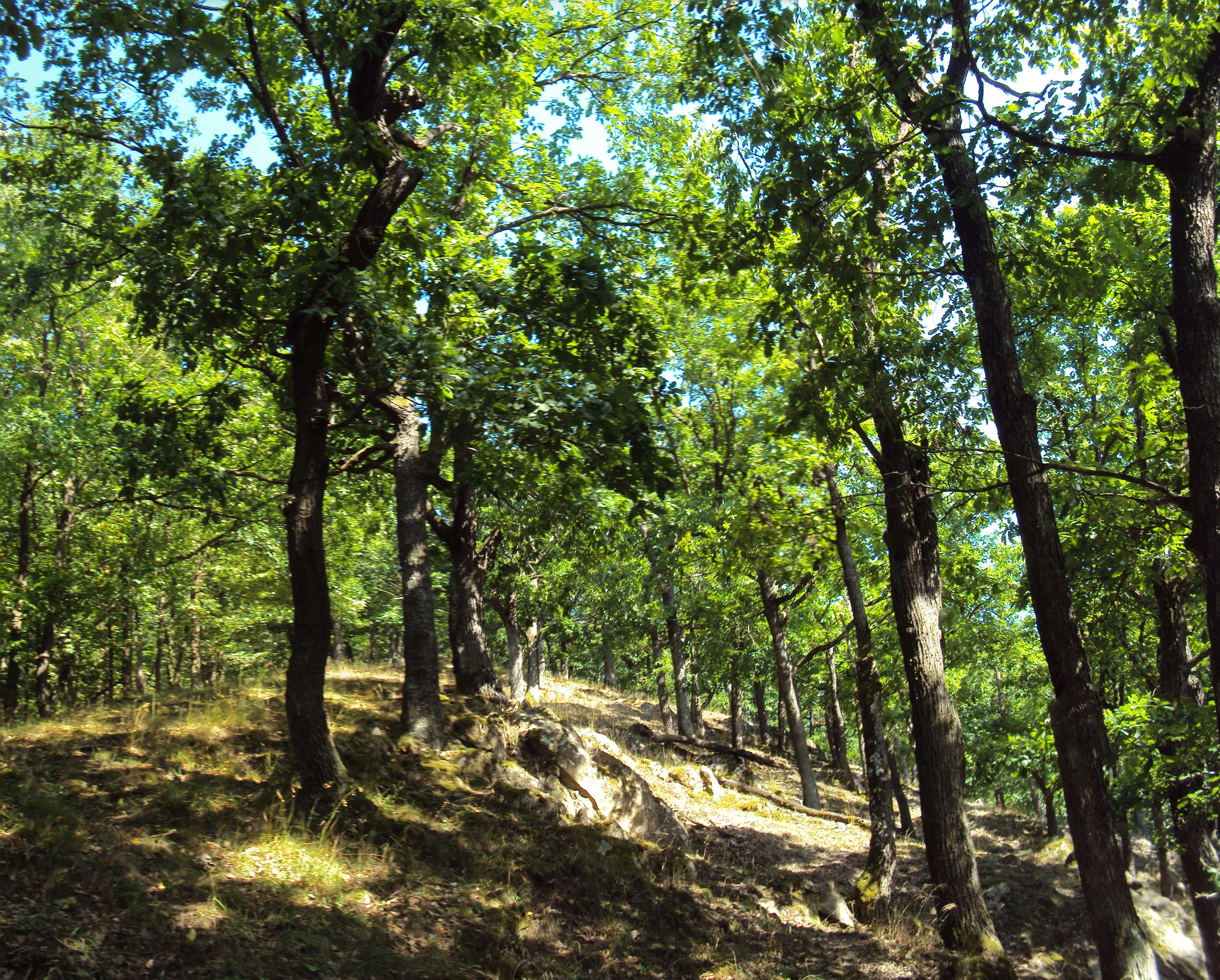
Druhově chudá acidofilní doubrava

Acidofilní doubravy (Quercetea robori-petraeae) jsou světlé listnaté opadavé lesy s rozvolněným až téměř zapojeným stromovým patrem a druhově chudým podrostem, který tvoří zejména světlomilné druhy tolerující nižší pH půdy. V Evropě se vyskytují hojně v její oceanické části, směrem do nitra kontinentu postupně odeznívají; ve střední Evropě se vyskytují hlavně v nížinách a pahorkatinách na minerálně chudých a málo úživných kyselých substrátech (křemenné pískovce, buližníky, granity, ryolity, ruly), místy zasahují až do podhůří. Jejich rozšíření bylo výrazně ovlivněno lidskou činností: díky hrabání steliva a tedy dlouhodobým ochuzováním o živiny se zde mohl udržet dub proti konkurenci náročnějších stinných dřevin; mnoho doubrav však bylo vykáceno nebo přeměněno na borové kultury.

## Charakteristika

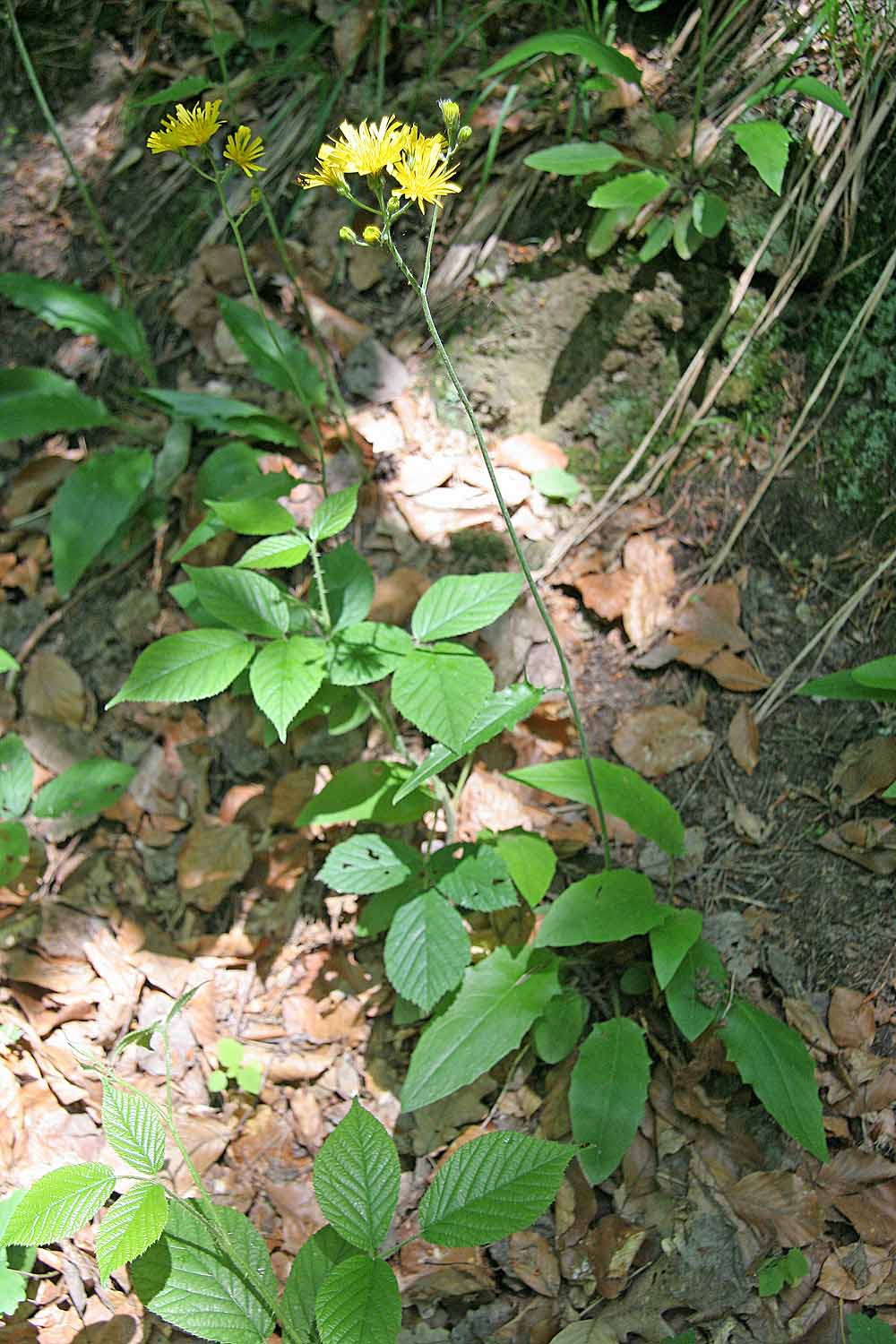
Jestřábník zední

Stromové patro má nejčastěji podobu vysokokmenného lesa a je tvořeno na sušších a mezických stanovištích nejčastěji dubem zimním, méně často dubem letním; jako příměs se vyskytují nenáročné světlomilné dřeviny jako bříza, borovice nebo jeřáb ptačí, na vlhčích stanovištích i habr a lípa, ve vyšších polohách potom buk, jedle či smrk. Z keřů se na vlhčích stanovištích vyskytuje krušina olšová; keřové patro je však vzhledem k malé úživnosti stanovišť málo vyvinuto, často je tvoří pouze zmlazující druhy stromového patra.
Acidofilní doubravy patří pro svoje podmínky k našim druhově nejchudším typům lesní vegetace. Dominantami bylinného patra jsou trávy (metlička křivolaká, bika hajní, lipnice hajní, na vlhčích místech bezkolenec rákosovitý nebo ostřice třeslicovitá), případně keříky borůvek; z kvetoucích bylin rostou na sušších stanovištích druhy nenáročné na substrát, jako konvalinka vonná, různé jestřábníky, kručinky nebo vřes, na vlhčích vrbina obecná, na písku potom některé psamofyty. Početně bývají zastoupeny mechorosty a lišejníky.

## Syntaxonomie

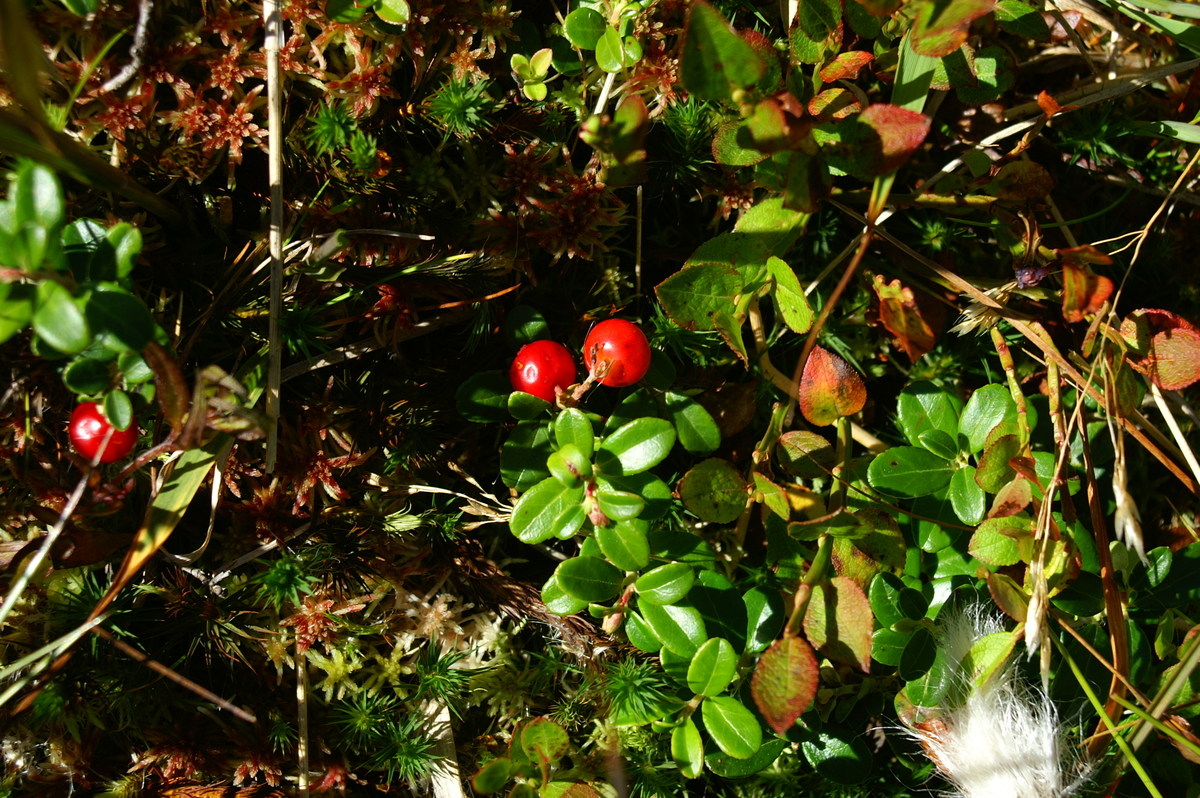
V podrostu suchých borových doubrav roste brusnice brusinka

Ve třídě Quercetea robori rozlišujeme pouze jediný svaz Quercion roboris – Západoevropské a středoevropské acidofilní doubravy, který se dále člení na následující asociace:
- LDA01 Luzulo luzuloidis-Quercetum petraeae – Mezofilní acidofilní doubravy
- LDA02 Viscario vulgaris-Quercetum petraeae – Suché acidofilní doubravy
- LDA03 Vaccinio vitis-idaeae-Quercetum roboris – Brusnicové acidofilní doubravy
- LDA04 Holco mollis-Quercetum roboris – Vlhké acidofilní doubravy

## Výskyt v Česku
V České republice se acidofilní doubravy vykytují po celém území od nížin do podhůří, hojněji v severních, středních a západních Čechách, méně často v karpatské části Moravy.